# Ero eburnea
Ero eburnea är en spindelart som beskrevs av Thaler 2004. Ero eburnea ingår i släktet Ero och familjen kaparspindlar.
Artens utbredningsområde är Elfenbenskusten. Inga underarter finns listade i Catalogue of Life.